# ヴァイセンボルン (ヘッセン)
ヴァイセンボルン (ドイツ語: Weißenborn) は、ドイツ連邦共和国ヘッセン州ヴェラ＝マイスナー郡に属す町村（以下、本項では便宜上「町」と記述する）である。

## 地理

### 位置
ヴァイセンボルンはエシュヴェーゲの南東約 8 km（直線距離）の北ヘッセン・ベルクラント内に位置し、テューリンゲン州との州境に面している。この町は、シュリーアバッハスヴァルト内にあり、町の南の遠くないところにリングガウ山がある。ヴァイセンボルン（海抜約 280 m）の南西にはラーベンクッペ（海抜 514.8 m）がそびえ、町の東約 6 km（直線距離）の州境のテューリンゲン側にヘルドラシュタイン（海抜 503.8 m）がある。

### 地学
この町は三畳紀の地域にある。中世以降、アウフ・デア・ゼー付近で砂岩が採掘されており、破砕された材料は撒き砂として販売された。こうしてできた洞窟状の採掘跡や立て坑は、観光地となっている。岩壁の下に高品質の石灰層が発見されたが、自然景観保護団体の設立により乱開発を免れた。

### 隣接する市町村
ヴァイセンボルンは、北東はトレフフルト、東はイフタ（ともにテューリンゲン州ヴァルトブルク郡）、南はリングガウ、西はヴェーレタール、北西はエシュヴェーゲ（いずれもヴェラ＝マイスナー郡）と境を接している。

### 自治体の構成
自治体としてのヴァイセンボルンは、ヴァイセンボルン地区とラムバッハ地区の2地区からなる。

## 歴史
出土品は、紀元前2000年頃にはすでに、現在のヴァイセンボルンの地域にヒトが住んでいたことを証明している。周辺の山、特にグラブルク、シェーファースブルク、ヒュネーブルクを含むヘルドラシュタインは、太古の時代から重要な存在であった。この町自体は1365年に初めて文献に記録されている。1365年にゼンテ・エギディーで、コンラート・フォン・フェルカースハウゼンとオットー・フォン・フェルカースハウゼン兄弟は、それまで彼らが有していたヴァイセンボルン、ラムペヘ、ヘルデーレ、ヘルダーベヘ、アルデン・ブルスラに関する特権を裁判権やその他のすべての権利と共に、エシュヴェーゲ通貨 70 マルクでヘッセン方伯オットー1世に売却する会議を行った。ただし彼らは、「フォルカースハウゼン」の村だけは売却せずに残しておいた。
それまでの村の歴史は、近隣のノルマンシュタイン城を本拠としたトレフフルト家が決定づけていた。強い文化的影響は、隣接するグロースブルシュラにある修道院教会聖ボニファティウス教会から発せられていた。その修道院参事会は宗教改革まで広範な土地と森（シュティフツヴァルト）を所領としていた。森の領地の使用権は、アレンドルフの製塩権とともに受け継がれたのだが、森林所領の大部分は伐採林として利用された。それは製塩業にとって枝条架装置を準備するのに毎年必要な資材であった。ラムバッハ村で経済上、間違いなく重要なのは、砂の売買であった。それはこの地に一時的に住み着いたロマのグループが採掘と売買を引き継いだ。
ドライヘレンシュタインやその他のヘルドラシュタインにある国境の標石は、ヴァイセンボルンが一時的にプロイセン王国に属したことを示している。19世紀末から第二次世界大戦まで、働くことのできる男性住民の多くは北ドイツやラインラント地方への出稼ぎをしなければならなかった。村の年代記はこの時代を「男のいない村」と名付けた。
鉄道網の拡張に伴い、ヘルドラシュタインは観光上重要な村となった。また、近隣町村もこの鉄道網を利用した。山頂にカール＝アレクサンダー塔が建設された。
第二次世界大戦はヴェイセンボルンやラムバッハにも、死や筆舌に尽くしがたい苦しみをもたらした。終戦直前で11軒の家屋、34軒のオフィスが破壊されるか甚大な損傷を負った。しかし、この町の損傷は、当時の町長ヴィットヒューザーの指導下で急速に修復されていった。ドイツ分断に伴い、ソヴィエト連邦管理地区に接して設けられた国境地帯の方がずっと大きな問題であった。テューリンゲン側の隣町との間の血縁上の、あるいは経済上の紐帯は絶たれたのであった。
1950年代に、この町に故郷を逐われた人々や難民が住み着いた。有名なのは、リシェフスキ博士の招聘であった。彼はここを新たな故郷とし、数多くの団体の創始者としてその名を遺している。1960年代中頃以降、住民たちはDDR政府によって徐々に拡充されて行く国境施設を、為す術もなく耐えねばならなかった。テューリンゲン側の隣町に土地を有していた者は、自分の土地に行くことができなくなったり、接収されてしまったりした。グロースブルシュラやイフタとの交流は絶たれた。ヘッセン側では、後に国境防衛隊によって道路や監視所が設けられた。

### 宗教
ヴァイセンボルン＝ラムバッハ教会区は、クアヘッセン＝ヴァルデック・プロテスタント教会のカッセル管区に属す。

## 行政

### 議会
ヴァイセンボルンの町議会は、15議席からなる。

### 姉妹都市
- ヘッセネック（ドイツ、ヘッセン州）

## 文化と見所

### デルナーマン
ヴァイセンボルン地区の住民は「デルナーマン」(Dörnermann) と呼ばれる。その姿は地区の紋章にも描かれている。この呼び名は、ここの住民たちがスピノサスモモ (Schlehdorn) を燃料として販売していた頃の時代にまで遡る。それは17世紀から始まり、その後バート・ゾーデン＝アレンドルフの製塩業にとって枝条架装置のために大量に必要なものであった。

### ラムバッハのマッテンクリッカー
ラムバッハ住民のニックネームは「マッテンクリッカー」である。

### 見所
町のリニューアル・プログラムに従って、両地区は1990年代から改造が行われた。ラムバッハは「我らの村は美しい」コンテストの連邦大会で優勝した。ヴァイセンボルンの教会の近くに農村での生活に関する数多くの展示品を収める郷土資料室がある。町内には、町の歴史の証拠となる2本の贖罪の十字架がある。両地区は、数多くの見晴らしの良い場所や自然の美しい場所に囲まれている。かつての国境施設は完全に撤去されており、旧国境は緑地帯の一部となっている。ヘルドラシュタイン（山）には、ドライヘレンシュタインがある。これは、プロイセン王国、ヘッセン選帝侯領、ザクセン＝ヴァイマル＝アイゼナハ大公国の3つの領邦の境界を示す1837年に設置された境界石である。

## 経済と社会資本
東西ドイツ国境に面した隔絶された場所に位置したことは、この町の経済発展の妨げとなった。1930年代に計画されていたセメント工場は建設されず、そのかわりに1960年代以降、観光が重要な役割を担っている。

### 交通
この町は連邦道 B7号線（カッセル - アイゼナハ）および B250号線（ヴァンフリート - クロイツブルク）によって道路網に接続している。

## 人物
伝説の盗賊ヘンニングは、ヘルドラシュタイン周辺で悪事を働いていた。戦前には洞窟状の隠れ家を見学することができた。

## 引用
1. ↑  Hessisches Statistisches Landesamt: Bevölkerung in Hessen am 31.12.2023 (Landkreise, kreisfreie Städte und Gemeinden, Einwohnerzahlen auf Grundlage des Zensus 2011)]
2. ↑  2011年の町議会議員選挙結果